# Compañía de la Bahía de Hudson

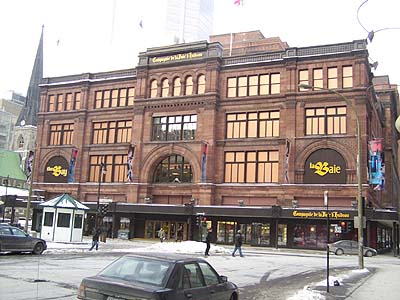
Una tienda de la HBC en Montreal, Quebec.

La Compañía de la Bahía de Hudson (en inglés: Hudson's Bay Company, también conocida por sus siglas, HBC) es la empresa más antigua de Canadá y una de las más antiguas del mundo aún en actividad. Fue fundada como compañía privilegiada por el rey Carlos II en 1670 otorgándosele el monopolio del comercio sobre la región bañada por los ríos y arroyos que desembocan en la bahía de Hudson en el norte de América del Norte. El área fue llamada Tierra de Rupert en reconocimiento del príncipe Rupert del Rin, el primer gobernador de la Compañía nombrado por el rey. Esa región cuyos límites exactos se desconocían entonces, comprendía 3 900 000 km², más de un tercio del área de la actual Canadá, y se extendía hasta el centro-norte de los actuales Estados Unidos.
La Compañía ejerció el monopolio durante varios siglos, participando en la exploración de gran parte del norte de América del Norte, una región que de facto gobernó sobre lo que corresponde actualmente a las provincias canadienses de Alberta, Manitoba, Saskatchewan, Nunavut y los Territorios del Noroeste (así como el norte de la provincia de Ontario). Con el declive del comercio de pieles, la Compañía vendió la Tierra de Rupert en los años 1800 a Canadá en lo que resultó ser finalmente la mayor compra de tierras. La Compañía pasó entonces a ser suministradora de bienes y víveres a los colonos del oeste de Canadá.
Actualmente, la Compañía es una corporación que administra una de las mayores redes comerciales del país, con tiendas por todo el país, que venden una gran variedad de productos. Los ingresos estimados de la Compañía en 2009 fueron de 7 mil millones de dólares canadienses. La sede de la Compañía se encuentra en Toronto, Ontario.

## Historia

### SigloXVII

#### Antecedentes

Bandera de la Compañía de la Bahía de Hudson que se originó a partir de sus días como una empresa comercial inglesa.

En el siglo XVII los franceses tenían el monopolio del comercio de pieles de Canadá. Sin embargo, dos comerciantes franceses, Pierre-Esprit Radisson y Médard des Groseilliers (Médard de Chouart, sieur des Groseilliers), cuñado de Radisson, supieron por los nativos cree que la mejor región de pieles estaba al norte y al oeste del lago Superior y que había un "mar congelado" aún más al norte. Suponiendo que se trataba de la bahía de Hudson, buscaron el apoyo francés para un proyecto para disponer un puesto comercial en la bahía, lo que reduciría el costo de desplazar las pieles por tierra. Según Peter C. Newman, «preocupado por si la exploración de la ruta de la bahía de Hudson podría disminuir la importancia del comercio de pieles de distancia desde el río San Lorenzo, el gobernador francés — Marquis d'Argenson— se negó a conceder permiso a los coureurs de bois para explorar el distante territorio». A pesar de esta negativa, en 1659 Radisson y Groseilliers partieron hacia la cuenca alta de los Grandes Lagos. Un año más tarde regresaron de su expedición con pieles de primera calidad, pruebas del potencial de la región de la bahía de Hudson. Posteriormente, fueron arrestados por operar sin licencia y multados y sus pieles se confiscaron.
Determinados a establecer el comercio en la bahía de Hudson, Radisson y Groseilliers se dirigieron a un grupo de hombres de negocios en Boston, Massachusetts, para ayudar a financiar sus exploraciones. Los bostonianos acordaron sobre los méritos del plan, pero su especulativo viaje en 1663 fracasó cuando su barco se topó con una bolsa de hielo en el estrecho de Hudson. Esto llamó la atención del comisionado inglés con sede en Boston, el coronel George Cartwright, quien llevó a ambos a Inglaterra para obtener financiación. Radisson y Groseilliers llegaron a Londres en 1665 en el apogeo de la Gran Plaga. Finalmente los dos se reunieron, y recibieron el patrocinio, del príncipe Rupert del Rin, que también les presentó a su primo, el rey Carlos II de Inglaterra. En 1668, los ingleses adquirieron dos naves, la Nonsuch y el Eaglet [Aguilucho], para explorar el posible comercio en la bahía de Hudson. El Nonsuch fue comandado por el capitán Zachariah Gillam, quien iba acompañado por Groseilliers, mientras que el Eaglet era comandado por el capitán William Stannard y acompañado de Radisson. El 5 de junio de 1668, ambos barcos salieron del puerto en Deptford, Inglaterra, pero el Eaglet se vio obligado a regresar frente a las costas de Irlanda.

La Tierra de Rupert, la cuenca hidrográfica de la bahía de Hudson, la concesión de la Compañía.

El Nonsuch continuó hasta la bahía de James, la parte meridional de la bahía de Hudson, donde sus exploradores fundaron en la desembocadura del río Rupert el primer fuerte en la bahía de Hudson, Charles Fort (más tarde Rupert House, ahora Waskaganish, Quebec). Tanto el fuerte como el río fueron nombrados por el patrocinador de la expedición, el príncipe Rupert del Rin, uno de los principales inversores y que pronto llegó a ser el primer gobernador de la nueva compañía. Después de una expedición comercial exitosa durante el invierno de 1668-1669, el Nonsuch volvió a Inglaterra el 9 de octubre de 1669, con el primer cargamento de pieles resultado del comercio en la bahía de Hudson. El grueso de la piel —por un valor de 1233£— fue vendido a Thomas Glover, uno de los peleteros más prominentes de Londres. Esa compra, y otras posteriores hechas por Glover, dejaron claro que el negocio del comercio de pieles de la bahía de Hudson era realmente viable.

#### Fundación de la Compañía
«El Gobernador y compañía de aventureros de Inglaterra comerciando en la bahía de Hudson» (The Governor and Company of Adventurers of England Trading into Hudson's Bay) se constituyó el 2 de mayo de 1670, con una carta real del rey Carlos II. La Carta otorgaba a la Compañía el monopolio sobre la región drenada por los ríos y arroyos que desembocaran en la bahía de Hudson en el norte de Canadá. El área fue llamada Tierra de Rupert en reconocimiento del príncipe Rupert, el primer gobernador de la Compañía nombrado por el rey. Esta región, la cuenca hidrográfica de la bahía de Hudson, comprendía 3 900 000 km², más de un tercio del área de la actual Canadá, y se extendía hasta el centro-norte de los actuales Estados Unidos. Los límites exactos eran desconocidos en la época. La Tierra de Rupert resultó ser finalmente la mayor compra de tierras de Canadá en los años 1800.
La Compañía estableció seis puestos comerciales entre 1668 y 1717. En la bahía de James se erigieron Rupert Casa (1668, al sureste), Moose Factory (1673, al sur) y Fort Albany, Ontario (1679, al oeste). En la costa occidental de la propia bahía de Hudson se establecieron otros tres puestos: Fort Severn (1689), la fábrica de York (1684) y Fort Churchill (1717). Ningún puesto en el interior continental fue establecido hasta 1774. Después de 1774, la fábrica de York se convirtió en el principal puesto debido a su fácil acceso a los vastos sistemas de navegación interior de los ríos Saskatchewan y Rojo del Norte. Llamados «factorias» (debido al "factor", es decir, a la persona que actuaba como agente mercantil hizo negocios desde allí), estos puestos operaban de la misma manera que las operaciones comerciales de comercio de pieles de los neerlandeses en los Nuevos Países Bajos.
Durante el otoño e invierno, los nativos de las Primeras Naciones y tramperos lograban la gran mayoría de capturas de animales y preparaban las pieles. Luego viajaban en canoa y a pie hasta el fuerte comercial para vender sus pieles. A cambio, recibían por lo general bienes comerciales populares, como cuchillos, ollas, perlas, agujas y mantas de punto de la bahía de Hudson (Hudson's Bay point blanket). La llegada de los tramperos de las Primeras Naciones era uno de los momentos destacados del año, reuniéndose con pompa y circunstancia. Lo más destacado era la muy formal, casi ritualizada «Ceremonia comercial» (Trading Ceremony) entre el comerciante jefe y el capitán del contingente aborigen que comerciaba en su nombre Durante los primeros años del comercio de pieles, los precios de los artículos variaban de puesto a puesto. Con la adopción en el siglo XVIII del «estándar de comercio» (Standard of Trade), la HBC garantizaba unos precios constantes en toda la Tierra de Rupert. Surgió un medio de intercambio basado en el Made Beaver (MB, literalmente, 'hecho castor'); una piel de primera, desgasta durante un año y lista para procesar: «los precios de todos los bienes comerciales se encuentra en valores de Made Beaver (MB) con otras pieles de animales, como la ardilla, la nutria y el alce indicados en su MB (hecha castor) equivalentes. Por ejemplo, dos pieles de nutria podían ser iguales a 1 MB».

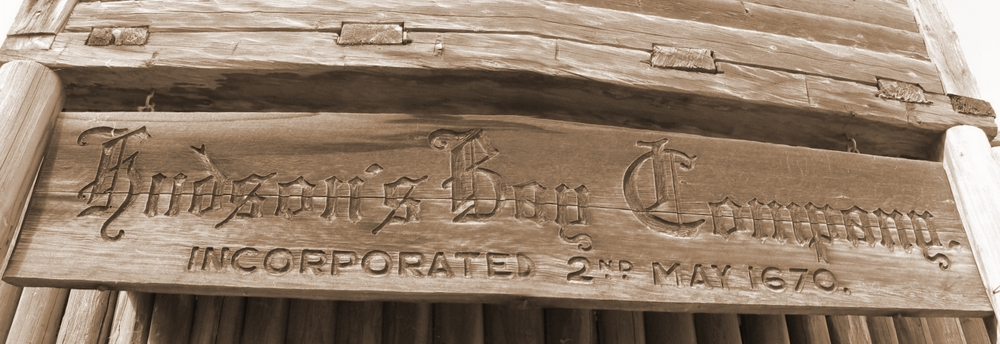
Logo en un viejo fuerte comercial.

El temprano modelo de factorías costeras contrastaba con el sistema seguido por los franceses, que establecieron un amplio sistema de puestos interiores y que enviaban a sus comerciantes a vivir entre las tribus de la región. En marzo de 1686, los franceses enviaron un grupo de asalto a las órdenes de Chevalier des Troyes para que tras viajar más de 1300 km capturase los puestos ingleses de la HBC en la bahía de James. Los franceses nombraron a Pierre Le Moyne d'Iberville, que había mostrado gran heroísmo durante las redadas, como comandante de los puestos capturados. En 1687 un intento de los ingleses para reasentarse en Fort Albany falló debido a las artimañas y engaños de parte d'Iberville. Después de 1688 Inglaterra y Francia estaban oficialmente en guerra en la conocida como guerra del rey William. D'Iberville allanó Fort Severn en 1690, pero no trató de asaltar la sede local bien defendida en York Factory. En 1693 la Compañía recuperó Fort Albany, pero d'Iberville logró capturar la fábrica de York en 1694, aunque la Compañía la recuperó al año siguiente. En 1697, d'Iberville de nuevo comandó un raid naval francés en la fábrica de York. En el camino al fuerte, derrotó a tres barcos de la Royal Navy en la que ahora se conoce como batalla de la bahía de Hudson, la batalla naval más grande de la historia del Ártico de América del Norte. D'Iberville's agotó a la fuerza francesa capturando la fábrica de York mediante un ardid; sitiaron la fortaleza mientras fingían ser un ejército mucho mayor, los franceses retuvieron todos los puestos excepto Fort Albany hasta 1713. (Fort Albany fue nuevamente atacado sin éxito en 1709 por una pequeña fuerza francesa e india.) Las consecuencias económicas de la posesión francesa de los puestos comerciales de la Compañía inglesa fueron significativos y no logró pagar dividendos durante más de 20 años. (Ver conflictos anglo-franceses en la bahía de Hudson, en la Wikipedia en inglés.)

### SigloXVIII

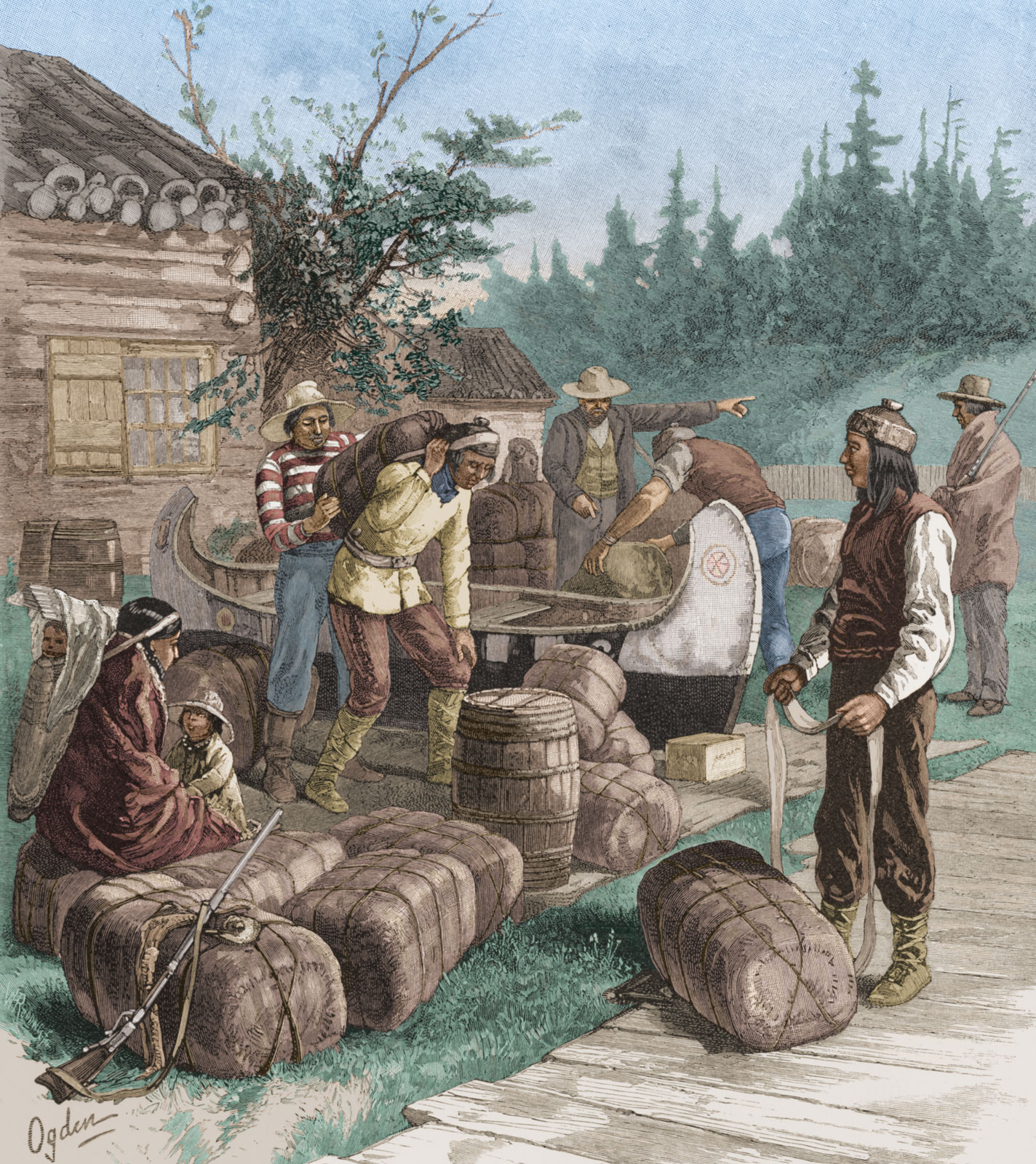
Un puesto comercio de la HBC.

La guerra terminó en 1713 con la firma del Tratado de Utrecht. Entre sus muchas disposiciones, el Tratado requería que Francia renunciase a todas las reivindicaciones en la bahía de Hudson, que a su vez se convirtió en una posesión británica (puesto que a raíz de la unión de Escocia e Inglaterra en 1707 ya se había establecido el Reino de Gran Bretaña). Después del tratado, la Compañía construyó el Fuerte Príncipe de Gales, un fuerte de piedra en la desembocadura del cercano río Churchill. (En 1782, durante la guerra de Independencia de los Estados Unidos, un escuadrón francés al mando de Jean François Galaup, conde de La Pérouse capturó y demolió la fábrica de York y el Fuerte Príncipe de Gales.)
En su comercio con los pueblos nativos, la HBC intercambió mantas de lana, llamadas «mantas de punto de la bahía de Hudson» (Hudson's Bay point blanket), por las pieles de castor atrapadas por los tramperos aborígenes. En 1700, esas mantas de punto representaban más del 60% del comercio. El número de rayas (aka puntos) de índigo tejidas en las mantas identificaban su tamaño final. Un error desde hace mucho tiempo es que el número de bandas se relacionaba con su valor en pieles de castor.
Se puede establecer un paralelismo entre el control que la HBC ejerció sobre la Tierra de Rupert con el monopolio del comercio y las funciones de gobierno de que gozó la Honourable East India Company sobre la India durante aproximadamente el mismo período. Vista como un importante competidor, la HBC invirtió en 1732 10,000£ en la East India Company.
El primer puesto comercial de la HBC en el interior continental fue establecido por Samuel Hearne en 1774 en Cumberland House (Saskatchewan). En 1779, se fundó en Montreal la Compañía del Noroeste (North West Company, NWC) como una asociación de temporada para proporcionar más capital y poder seguir compitiendo con la HBC. Estuvo operativa en 1780 y fue la primera sociedad anónima de Canadá y posiblemente de América del Norte. El acuerdo duró un año. Un segundo acuerdo establecido en 1780 tuvo una duración de tres años. La Compañía se convirtió en una entidad permanente en 1783. En 1784, la NWC había comenzado a tener un serio impacto en los beneficios de la HBC.

### SigloXIX

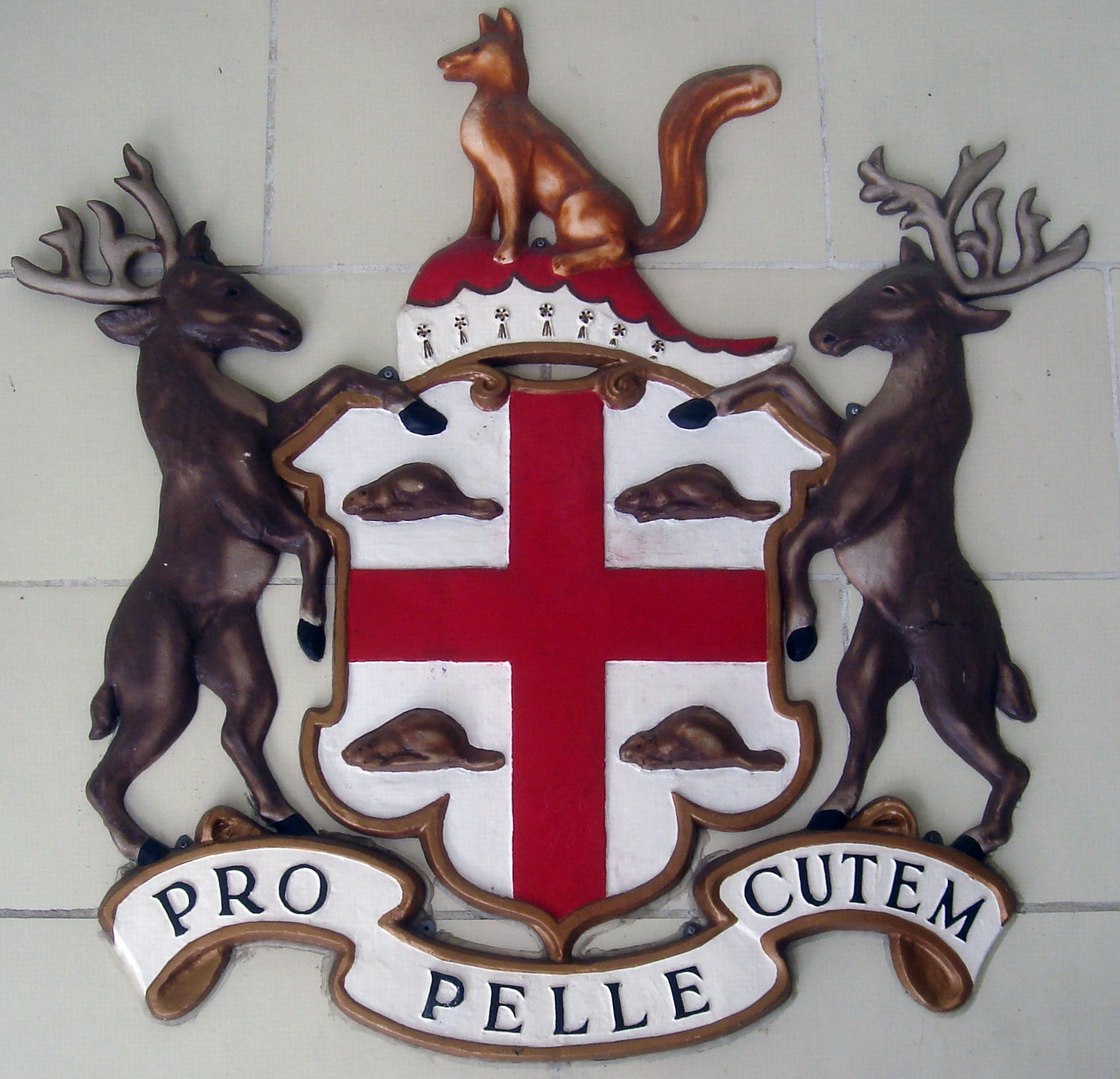
Escudo de armas de la HBC, mostrando el motto latino pro pelle cutem: "una piel para una piel".

En 1821, la Compañía del Noroeste de Montreal y la Compañía de la Bahía de Hudson fueron obligadas a fusionarse por la intervención del gobierno británico para poner fin a la competencia a menudo violenta. De un total de 175 puestos que tenían ambas compañías —68 de la HBC— se pasó a solamente 52 con el fin de mejorar la eficiencia y puesto que muchos de ellos eran redundantes y se habían fundado como consecuencia de la rivalidad y eran inherentemente poco rentables. Su territorio combinado se extendió mediante una licencia para Territorio del Noroeste (North-Western Territory), que alcanzaba hasta el océano Ártico, por el norte, y con la creación del Distrito de Columbia en el Noroeste del Pacífico, hasta el océano Pacífico, por el oeste. La sede regional de la NWC en Fort George (Fort Astoria) se trasladó a Fort Vancouver, que se convirtió en la base de operaciones de la HBC en la vertiente del Pacífico.
Antes de la fusión, los empleados de la HBC, a diferencia de los de la Compañía del Noroeste, no participaban en sus ganancias. Después de la fusión, con todas las operaciones bajo la dirección de sir George Simpson (1826-1860), la Compañía contaba con un cuerpo de directivos encargados, 25 factores principales (chief factors) y 28 factores comerciales (chief traders), que compartieron los beneficios de la empresa durante los años de monopolio. Su comercio cubría un gigantesco territorio de 7 700 000 km² y tenía 1.500 empleados contratados.: 8–23 

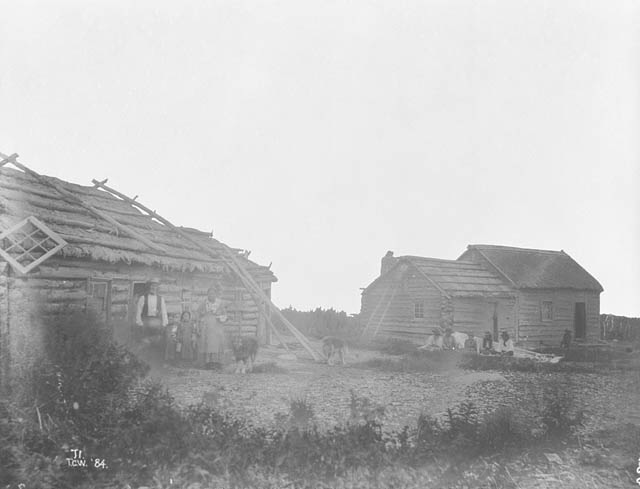
Un puesto comercial de la HBC en el lago Winnipeg, c.1884.

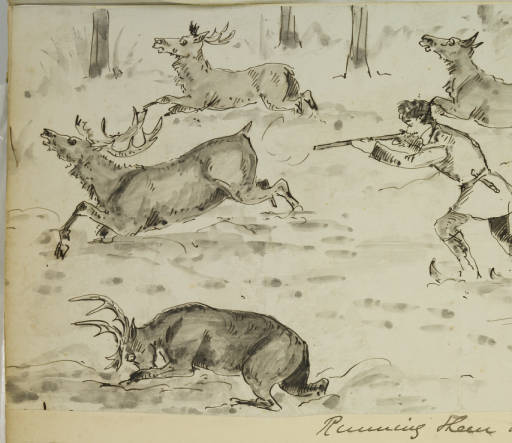
Esbozos de la vida de la bahía Hudson: "Running them down", de H. Bullock Webster

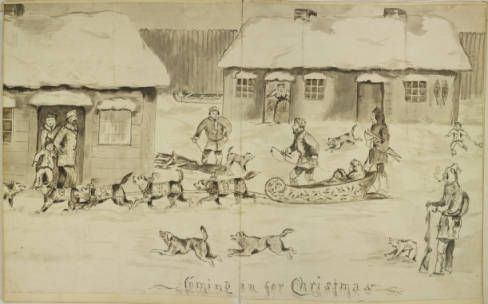
"Coming in for Christmas"

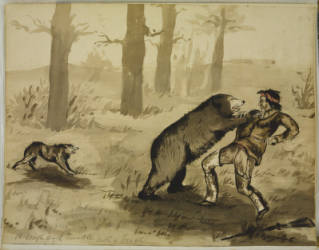
"A rough and tumble with a grizzly"

La promoción para sus funcionarios, así como la de los señores comisionados (Commissioned Gentlemen), era entrar en la empresa como comerciante de pieles. Por lo general, eran hombres que tenían el capital para invertir en la puesta en marcha de su puesto comercial. Trataban de ser ascendidos al puesto de comerciante jefe (Chief Trader). Un comerciante jefe estaría a cargo de un puesto individual y tenía derecho a una parte de los beneficios de la empresa. Los factores jefe (Chief Factors) se reunían en consulta con los Gobernadores y eran los jefes de los distritos. Tenían derecho a dos acciones de las ganancias o pérdidas de la compañía. El ingreso medio de un comerciante jefe era de 360£ y el de un factor jefe de 720£.: 690 
Aunque la HBC mantuvo el monopolio en el comercio de la piel durante la primera mitad del siglo XIX tuvo la competencia de James Sinclair y Andrew McDermot (Dermott), comerciantes independientes en la Colonia del Río Rojo. Ellos enviaban las pieles por los senderos del Río Rojo a Norman Kittson: 60–72  un comprador de los Estados Unidos. Además, los estadounidenses controlaron el comercio marítimo de pieles en la costa del noroeste hasta la década de 1830.
A lo largo de las décadas de 1820 y 1830, la HBC logró controlar casi todas las operaciones comerciales que se hacían en el Noroeste del Pacífico, basándose en la sede de la Compañía en Fort Vancouver en el río Columbia. Aunque las reivindicaciones sobre la región quedaron de común acuerdo en suspenso, los derechos de explotación fueron nominalmente compartidos por los Estados Unidos y Gran Bretaña a través de la Convención anglo-estadounidense de 1818, la política de la empresa, forzada a través de Factor Jefe John McLoughlin del Distrito de Columbia la Compañía, era desalentar los asentamiento estadounidenses en ese territorio. El monopolio efectivo de la Compañía en el comercio prácticamente prohibía cualquier asentamiento en la región. Estableció Fort Boise en 1834 (en el actual suroeste de Idaho) para competir con el puesto comercial estadounidense de Fort Hall, localizado 483 km al este, también a lo largo de la ruta de Oregón. En 1837, la HBC adquirió Fort Hall, donde el director de la avanzada mostraba los carromatos abandonados de los colonos desalentados a aquellos que trataban de ir al oeste a lo largo del ruta.
El dominio de la Compañía en la región fue roto por la primera gran caravana que tuvo éxito en llegar al Territorio de Oregón en 1843, dirigida por Marcus Whitman. En los años que siguieron, miles de emigrantes se adentraron en el valle de Willamette. En 1846, los Estados Unidos adquirieron plena autoridad al sur del paralelo 49ºN; las zonas más pobladas del país de Oregón estaban al sur del río Columbia, en lo que hoy es el estado de Oregón. McLoughlin, que había dado la espalda a los colonos como director de la Compañía, luego les dio la bienvenida desde su almacén general en la ciudad de Oregón y más tarde fue proclamado como Padre de Oregón ("Father of Oregon"). La Compañía no mantuvo ninguna presencia en lo que hoy es la parte de Estados Unidos en noroeste del Pacífico.
Durante los años 1820 y 1830, los tramperos de la HBC se comprometieron en la exploración y temprano desarrollo del norte de California. Se enviaron brigadas de tramperos al sur desde Fort Vancouver, siguiendo lo que luego se conoció como la ruta Siskiyou, en el norte de California al sur hasta la San Francisco Bay Area, donde la Compañía operaba un puesto comercial en Yerba Buena (San Francisco). Estas brigadas enfrentaron graves riesgos en el norte de California y sus hombres fueron a menudo los primeros en explorar un territorio relativamente inexplorado.
Entre 1820 y 1870, la HBC emitió su propio papel moneda. Los pagarés, denominados en libras esterlinas, fueron impresos en Londres y emitidos en la fábrica de York, Fort Garry y la Colonia del Río Rojo.
El juicio de Guillaume Sayer en 1849 contribuyó al fin del monopolio de la HBC. Sayer, un trampero y comerciante mestizo, fue acusado de comercio ilegal de pieles. El Tribunal de Assiniboia llevó a Sayer a juicio, ante un jurado de oficiales de la HBC y simpatizantes. Durante el juicio, una multitud de mestizos armados dirigidos por Louis Riel, Sr. se reunieron fuera de la corte. Aunque Sayer fue declarado culpable de comercio ilegal, por haber evadido el monopolio de la HBC, el juez Adam Thom no le impuso ninguna multa o castigo. Algunos relatos atribuyen eso a la multitud armada frente al palacio de justicia que le intimidó. Con el grito, «Le commerce est libre! Le commerce est libre!» [¡El comercio es libre! ¡El comercio es libre!]), los mestizos aflojaron el control previo que la HBC había ejercido sobre los tribunales y que había aplicado el monopolio sobre los pobladores del río Rojo.
Otro factor fueron las conclusiones de la Expedición Palliser de 1857-1860, dirigida por el capitán estadounidense John Palliser. A pesar de sus recomendaciones en contra de los asentamientos en la región, el informe provocó un animado debate que al final terminó con el mito difundido por la HBC de que el Oeste canadiense no era apto para los asentamientos agrícolas. En 1863, la International Financial Society [Sociedad Financiera Internacional] se convirtió en accionista mayoritaria de la HBC.
En 1869, después de rechazar una oferta del gobierno estadounidense de 10 millones de dólares canadienses, la Compañía aprobó la devolución de la tierra de Rupert a Gran Bretaña, que a su vez se la cedió a Canadá y prestó al nuevo país las 300.000 libras necesarias para compensar a la HBC por sus pérdidas. El acuerdo, conocido como «La escritura de la Rendición» (The Deed of Surrender), entró en vigor el año siguiente. El territorio resultante, ahora conocido como Territorios del Noroeste, fue puesto bajo la jurisdicción canadiense, en los términos de la Ley de Tierra de Rupert de 1868 (Rupert's Land Act 1868), promulgada por el Parlamento del Reino Unido. La Escritura facultó la admisión de la quinta provincia, Manitoba, a la Confederación canadiense el 15 de julio de 1870, el mismo día en que el acuerdo mismo entraba en vigor.

### Obligaciones de renta de la Carta
En virtud del Acta Constitutiva de la Compañía de la Bahía de Hudson, la empresa estaba obligada a dar dos pieles de alces y dos pieles de castor negro al rey inglés, entonces Carlos II, o a sus herederos, siempre que el monarca visitase la Tierra de Rupert. El texto exacto de la Carta de 1670 dice:

(...) cediendo y pagando anualmente a nosotros y nuestros herederos y sucesores por la misma dos alces y dos castores negros cuando quisiere y tan a menudo como Nos, nuestros herederos y sucesores quieran entrar en el los Países, Territorios y Regiones aquí garantizados.
...Yielding and paying yearly to us and our heirs and successors for the same two Elks and two Black beavers whensoever and as often as We, our heirs and successors shall happen to enter into the said Countries, Territories and Regions hereby granted.
Charter

La ceremonia se llevó a cabo por primera vez con el príncipe de Gales (futuro Eduardo VIII) en 1927, y luego con el rey Jorge VI en 1939, y por último con su hija, la reina Isabel II en 1959 y 1970. En la última de estas visitas, las pieles le fueron entregadas en la forma de dos castores vivos, que la reina donó al zoo de Winnipeg enAssiniboine Park. Sin embargo, cuando la Compañía trasladó permanentemente su sede a Canadá, la Carta fue enmendada para eliminar la obligación de renta. Cada de las cuatro "ceremonias de renta" se llevaron a cabo en o alrededor de Winnipeg e

### Destacados exploradores, constructores y asociados de la HBC
- James Knight (ca. 1640 – ca. 1721) fue un director de la Compañía de la Bahía de Hudson y un explorador que murió en un expedición al paso del noroeste.

- Henry Kelsey (c. 1667 – 1 de noviembre de 1724), también conocido como el Niño Kelsey, fue un comerciante de pieles, explorador y navegante inglés que jugó un papel importante en el establecimiento de Compañía de la Bahía de Hudson en Canadá. En 1690, Henry Kelsey se embarcó en un viaje de exploración de 2 años que le hizo el primer hombre blanco para ver búfalos

- Thanadelthur (c. 1697—-5 de febrero de 1717) fue una mujer de la nación Chipewyan que sirvió como guía e intérprete de la HBC.

- Samuel Hearne (1745 – 1792) fue un explorador, comerciante de pieles, escritor y naturalista inglés. En 1774, Hearne construyó la Casa Cumberland, el primer puesto comercial del interior y el primer asentamiento permanente en la actual Saskatchewan.

- David Thompson (30 de abril de 1770 – 10 de febrero de 1857) fue un comerciante de pieles británico-canadiense que trabajó tanto para la HBC como la North West Trading Company. Es recordado por sus extensas exploraciones, cartografiando casi la mitad de América del Norte entre los paralelos 46° y 60°, desde el San Lorenzo y los Grandes Lagos todo el camino al Pacífico.

- Thomas Douglas, Lord Selkirk (20 de junio de 1771 — 8 de abril de 1820) fue un par escocés, filántropo que, como accionista mayoritario de HBC, dispuso comprar tierras en el río Rojo para establecer una colonia de inmigrantes escoceses desposeídos.

- Isobel Gunn or Isabella Gunn (c. 1780? – 7 de noviembre de 1861), también conocido como John Fubbister o Mary Fubbister, fue una trabajadora escocesa empleada por la HBC que destaca por haber pasado por un hombre, convirtiéndose así, no solo en pionera del feminismo sino en la primera mujer europea que viajó a la Tierra de Rupert, ahora parte de Canadá Occidental.

- George Simpson (1787 – 7 de septiembre de 1860) era el gobernador de Canadá de Compañía de la Bahía de Hudson durante el período de su mayor poder, un período que comenzó en 1821 tras la fusión de la Compañía con la North West Trading Company

- John Rae (30 de septiembre de 1813 – 22 de julio de 1893) fue un médico escocés que exploró el norte de Canadá, reconoció partes del Paso del Noroeste e informó sobre el fatal destino de la Expedición Franklin.

- William Kennedy (1816 – 25 de enero de 1890), trabajó para la compañía hasta 1846, cuando la abandonó por estar en desacuerdo con sus políticas. En 1851 participó junto con Joseph René Bellot en una expedición financiada por Jane Griffin (Lady Franklin) para encontrar a su marido. Dicha expedición hizo un viaje por tierra más de 1800 kilómetros por las islas de Somerset y del Príncipe de Gales. Más tarde, Kennedy continuó sus enfrentamientos con la compañía y habló públicamente en contra de la autoridad que ejercía en la Tierra de Rupert. Se involucró en la política del estado de Manitoba, del que fue magistrado.

### Barcos de vapor y vapores de rueda de la HBC
- Beaver (1835–1874)
- Otter (1852-1895[29])
- Anson Northup (1859-1860[30])
- Caledonia (1891–1898), que encalló en las rocas en Port Simpson durante una tormenta y su casco fue destruido. Sus motores se pusieron en el Caledonia 2.
- Caledonia (2) (1898–1909), su maquinaria era del Caledonia 1.
- Mount Royal (1902–1907)
- Princess Louise (1878–1883)
- Strathcona (1900)
- Port Simpson (1907–1912)
- Hazelton (1907–1912)
- SS Baychimo (1914-?), conocido barco fantasma de Alaska. Se desconoce su actual paradero.
- Distributor (1920-1948[31])

### Compañías rivales
La HBC fue la única empresa comercial europea que ha sobrevivido y superado a todas sus rivales.
| Años       | Compañía                      | Destino |
| ---------- | ----------------------------- | --- |
| 1551–1917  | Muscovy Company               | Asumido por la Unión Soviética |
| 1581–1825  | Levant Company                | Disuelta |
| 1600–1858  | Honourable East India Company | Disuelta |
| 1602–1800  | Dutch East India Company      | Se declaró en quiebra |
| 1621–1791  | Dutch West India Company      | Comprada por el gobierno neerlandés |
| 1672–1752  | Royal African Company         | replaced by the African Company of Merchants |
| 1711–1850s | South Sea Company             | Abolida |
| 1779–1821  | North West Company            | Fusionada con la HBC |
| 1799–1867  | Russian-American Company      | Abandonada con la venta de la América rusa a los EE. UU. y los activos comerciales en América del Norte vendidos a la Hutchinson, Kohl & Company (ahora la Alaska Commercial Company) |
| 1808–1842  | American Fur Company          | Abandonada |

## Gobernadores de la HBC
- Prinz Ruprecht von der Pfalz (1670-1682)
- Príncipe Jacobo, Duque de York (1683-1685)
- John Churchill, Duque de Marlborough (1685-1692)
- Sir Stephen Evans (1692-1696)
- Sir William Trumbull (1696-1700)
- Sir Stephen Evans (1700-1712)
- Sir Bibye Lake, Sr. (1712-1743)
- Benjamin Pitt (1743-1746)
- Thomas Knapp (1746-1750)
- Sir Atwell Lake (1750-1760)
- Sir William Baker (1760-1770)
- Sir Bibye Lake, Jr. (1770-1782)
- Samuel Wegg (1782-1799)
- Sir James Winter Lake (1799-1807)
- William Mainwaring (1807-1812)
- Joseph Berens (1812-1822)
- Sir John Henry Pelly (1822-1852)
- Andrew Wedderburn Colvile (1852-1856)
- John Shepherd (1856-1858)
- Henry Hulse Berens (1858-1863)
- Sir Edmund Walker Head (1863-1868)
- John Wodehouse, 1º Duque de Kimberley (1868-1869)
- Sir Stafford Henry Northcote (1869-1874)
- George Joachim Goschen (1874-1880)
- Eden Colvile (1880-1889)
- Donald Alexander Smith, 1º Baron Strathcona y Mount Royal (1889-1914)
- Sir Thomas Skinner (1914-1915)
- Sir Robert Molesworth Kindersley (1916-1925)
- Charles Vincent Sale (1925-1931)
- Sir Patrick Ashley Cooper (1931-1952)
- William Keswick (1952-1965)
- Derick Heathcoat Amory, 1º Vizconde Amory (1965-1970)
- George T. Richardson (1970-1982)
- Donald S. McGiverin (1982-1994)
- David E. Mitchell (1994-1997)
- L. Yves Fortier (1997-2006)
- Jerry Zucker (2006-presente)

## Actual gobierno corporativo
Los miembros actuales de la junta directiva de la Compañía de la Bahía de Hudson son:
- Anita Zucker, gobernador (presidente) y CEO
- Peter C. Bourgeois
- Paul Campoli
- George Heller
- James A. Ingram
- Robert B. Johnston
- Michael P. Lowry
- Michael Rousseau
- Brice Sweatt
- Julian A. Tiedemann